# Хотюн Григорій Миколайович
Григо́рій Микола́йович Хотю́н (* 4 лютого 1915, село Покровське, нині Дніпропетровської області — † 2000) — український краєзнавець.

## Біографічні відомості
1941 року закінчив Ленінградський інститут культури. Учасник Великої Вітчизняної війни. У 1946–1949 роках був директором Станіславського (тепер Івано-Франківського) обласного історичного музею
Від 9 лютого 1949 року до 16 липня 1984 року працював директором Кам'янець-Подільського історичного музею-заповідника. Від 1984 року — пенсіонер.

## Праці
Разом з Іоном Винокуром видав у Львові книгу «Кам'янець-Подільський історико-архітектурний заповідник» (1981, друге видання — 1986).
Співавтор історико-архітектурного нарису «Кам'янець-Подільський» (Київ, 1968).
Інші публікації:
- Хотюн Григорій. Перспективи музеїв просто неба // Народна творчість та етнографія. — 1968. — № 1. — С. 75—76.
- Кам'янець-Подільська фортеця: Фоторозповідь про пам'ятку архітектури XII–XVIII ст. на території Української РСР / Автори тексту Є. М. Пламеницька, Г. М. Хотюн. — К.: Мистецтво, 1976. — 24 с.